# Sonate K. 456
La sonate K. 456 (F.400/L.491) en la majeur est une œuvre pour clavier du compositeur italien Domenico Scarlatti.

## Présentation
La sonate K. 456 en la majeur, notée Allegro, forme une paire avec la sonate suivante. Le thème est constitué du motif de cinq notes entendu dès l'ouverture, que Scarlatti reprend constamment, en le transformant et en le transposant. La symétrie des séquences est respectée dans les deux sections.

## Manuscrits
Le manuscrit principal est le numéro 3 du volume XI (Ms. 9782) de Venise (1756), copié pour Maria Barbara ; les autres sont Parme XIII 3 (Ms. A. G. 31418) et Münster II 49 (Sant Hs 3965).

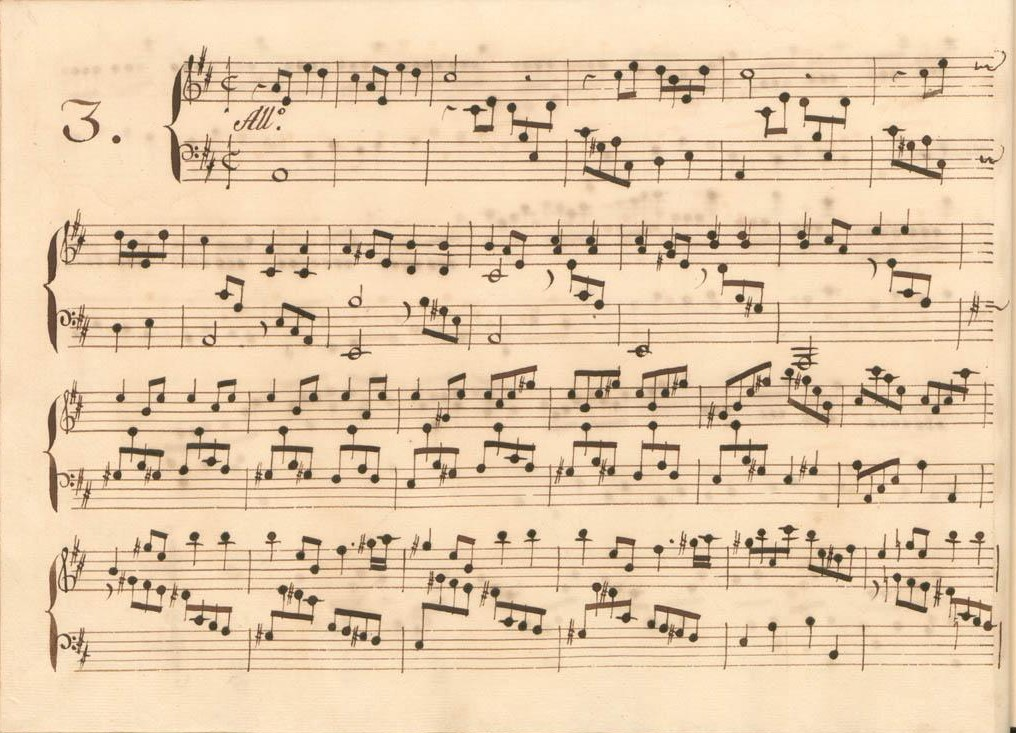
Parme XIII 3.
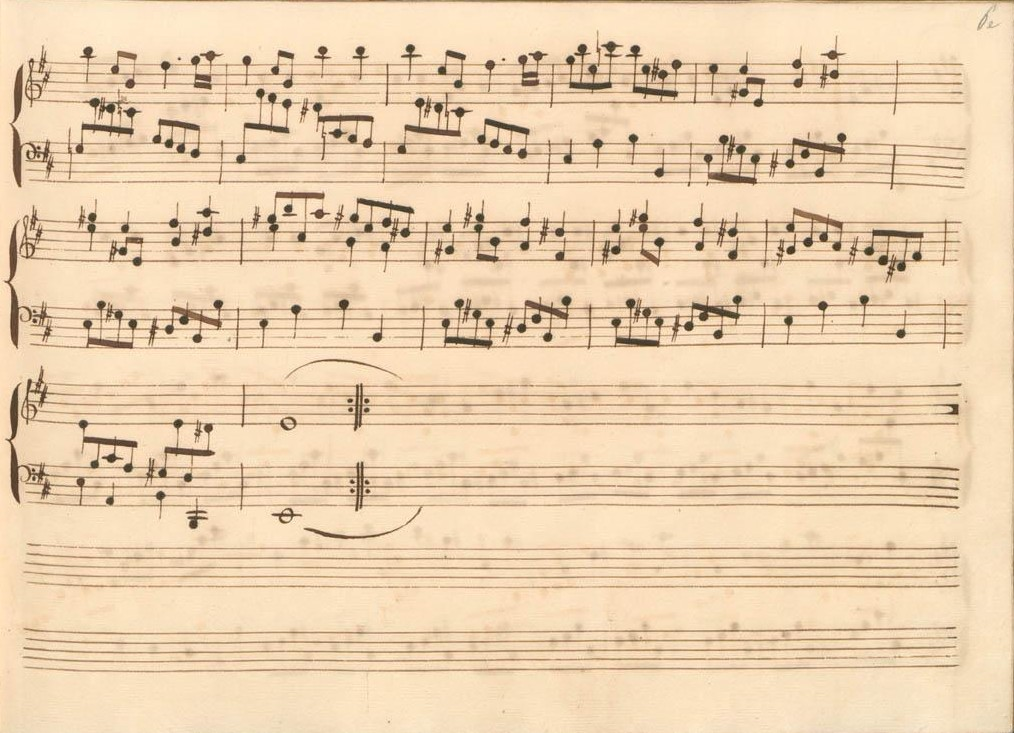
Parme XIII 3 (fin de la première section).
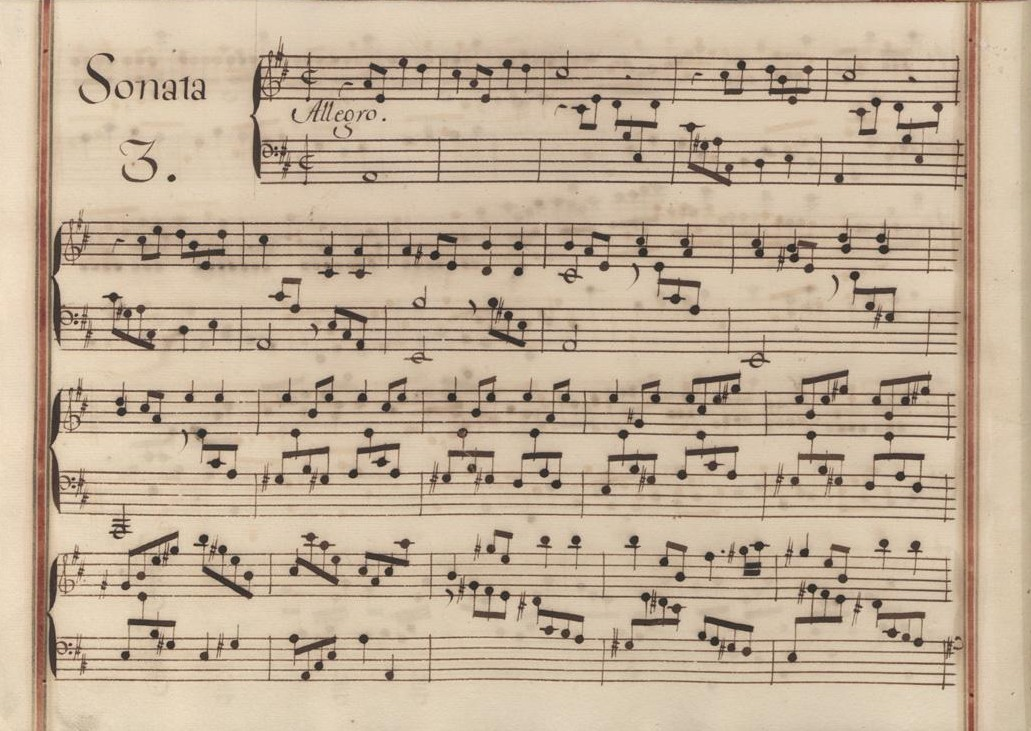
Venise XI 3.
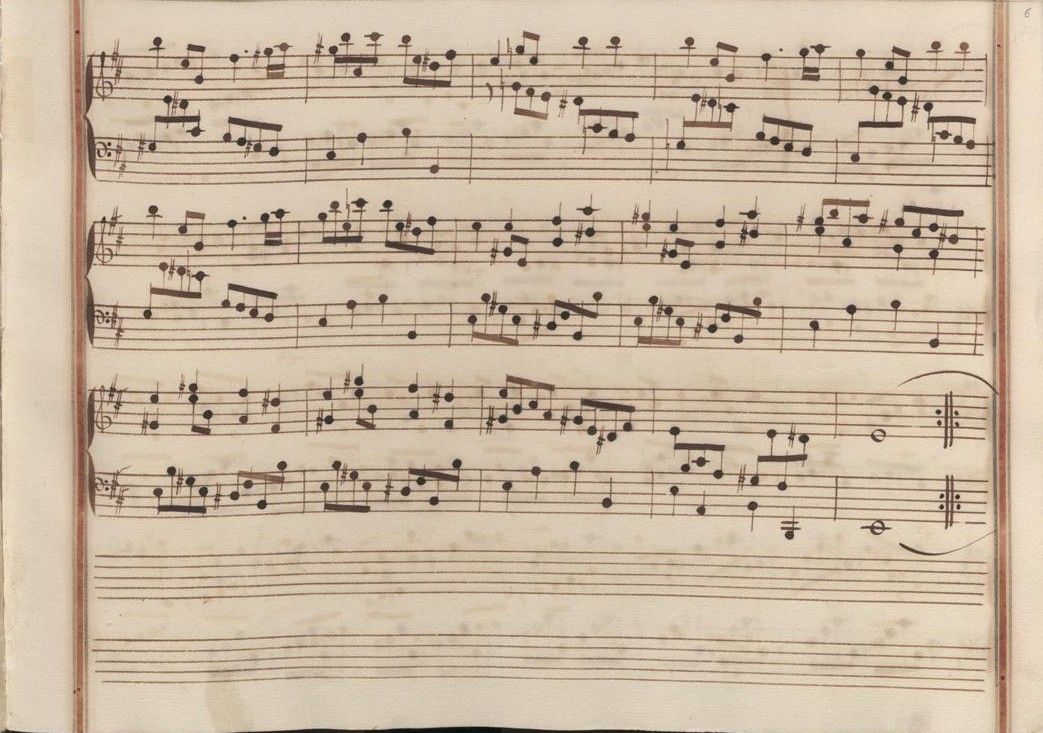
Venise XI 3 (fin de la première section).

## Interprètes
La sonate K. 456 est défendue au piano notamment par Francesco Nicolosi (2007, Naxos, vol. 9), Carlo Grante (2016, Music & Arts, vol. 5) ; au clavecin par Scott Ross (1985, Erato), Pierre Hantaï (1992, Astrée et 2015, Mirare, vol. 4), Richard Lester (2003, Nimbus, vol. 3) et Pieter-Jan Belder (Brilliant Classics, vol. 10).

## Sources
: document utilisé comme source pour la rédaction de cet article.
- Ralph Kirkpatrick (trad. de l'anglais par Dennis Collins), Domenico Scarlatti, Paris, Lattès, coll. « Musique et Musiciens », 1982 (1re éd. 1953 (en)), 493 p. (ISBN 978-2-7096-0118-4, OCLC 954954205, BNF 34689181).
- Alain de Chambure, « Domenico Scarlatti : Intégrale des sonates — Scott Ross », Erato (2564-62092-2), 1985 (OCLC 891183737) .
- (en) Carlo Grante, « Domenico Scarlatti, intégrale des sonates pour clavier (vol. 5) », Music & Arts (CD-1294), 2017 (OCLC 1079366528) .